# Liên hoan phim Việt Nam lần thứ 14
Liên hoan Phim Việt Nam lần thứ 14 được tổ chức tại Đắk Lắk, từ ngày 04 tháng 11 đến ngày 07 tháng 11 năm 2004, với khẩu hiệu: "Vì một nền điện ảnh Việt Nam tiên tiến, đậm đà bản sắc dân tộc".
Tháng 7 năm 2004, Cục điện ảnh thông báo Liên hoan phim (LHP) Việt Nam lần thứ 14 sẽ tổ chức từ ngày 4 đến ngày 7 tháng 11 năm 2004, tại Đắk Lắk. Lý do Đắk Lắk được chọn vì đây là thị trường phim điện ảnh lớn thứ 3 cả nước vào thời điểm đó. Thời hạn để các hãng phim đăng ký tham gia liên hoan là từ ngày 1 đến 31 tháng 8, thời hạn nộp phim từ ngày 10 đến 20 tháng 10 năm 2004.

## Đề cử
Sự kiện này thu hút 23 hãng phim trong nước. Các nhà làm phim mang đến 22 phim truyện nhựa, 15 phim truyện video, 46 phim tài liệu, 14 phim hoạt hình. Ngoài ra, còn có giải cho các cá nhân xuất sắc, tác giả, kịch bản, đạo diễn, quay phim, âm nhạc, diễn viên nam/nữ chính, thiết kế mỹ thuật.

### Phim điện ảnh[2]
| Tựa đề                         | Đạo diễn         | Hãng sản xuất                   |
| ------------------------------ | ---------------- | ------------------------------- |
| Trò đùa của Thiên Lôi          | Nguyễn Quang     | Hãng phim truyện I              |
| Cái tát sau cánh gà            | Tất Bình         | Hãng phim truyện I              |
| Lưới trời                      | Phi Tiến Sơn     | Hãng phim truyện I              |
| Đêm Bến Tre                    |                  | Điện ảnh Quân đội Nhân dân      |
| Những cô gái chân dài          | Vũ Ngọc Đãng     | Hãng phim Thiên Ngân            |
| Tết này ai đến xông nhà        | Trần Lực         |                                 |
| Một giờ làm quan               | Vũ Châu          |                                 |
| Ký ức Điện Biên                | Đỗ Minh Tuấn     |                                 |
| Hà Nội 12 ngày đêm             | Bùi Đình Hạc     | VFS                             |
| Người đàn bà mộng du           | Nguyễn Thanh Vân | VFS                             |
| Vua bãi rác                    | Đỗ Minh Tuấn     | VFS                             |
| Hàng xóm                       | Phạm Lộc         | VFS                             |
| Của rơi                        | Vương Đức        | VFS                             |
| Nguyễn Ái Quốc ở Hồng Kông     | Khắc Lợi         | Hãng phim Hội điện ảnh Việt Nam |
| Trái đắng                      | Lê Văn Duy       | Hãng phim Nguyễn Đình Chiểu     |
| Người học trò đất Gia Định xưa | Huy Thành        | Hãng phim Nguyễn Đình Chiểu     |
| Mê Thảo, thời vang bóng        | Việt Linh        | Hãng phim Giải Phóng            |
| Thời xa vắng                   | Hồ Quang Minh    | Hãng phim Giải Phóng            |
| Biển đợi                       | Trần Ngọc Phong  | Hãng phim Giải Phóng            |
| U14, Đội bóng trong mơ         | Lâm Lê Dũng      | Hãng phim Giải Phóng            |
| Gái nhảy                       | Lê Hoàng         | Hãng phim Giải Phóng            |
| Tiếng dương cầm trong mưa      | Lê Hữu Lương     | Hãng phim Giải Phóng            |

### Phim video
| Tựa đề                         | Đạo diễn          | Sản xuất                  | Ghi chú     |
| ------------------------------ | ----------------- | ------------------------- | ----------- |
| Không còn gì để nói            | Khải Hưng         | TFS                       | [ 3 ] [ 4 ] |
| Mùa sen                        | Võ Tấn Bình       | TFS                       | [ 3 ] [ 4 ] |
| Hải Âu                         | Lê Hải Trung      | TFS                       | [ 3 ] [ 4 ] |
| Sống chậm                      | Vũ Thái Hòa       | TFS                       | [ 3 ] [ 4 ] |
| Vai diễn đầu đời               | Đinh Đức Liêm     | TFS                       | [ 3 ] [ 4 ] |
| Chim phí bay về cội nguồn      | Đặng Lưu Việt Bảo | Hãng phim Giải Phóng      | [ 3 ] [ 4 ] |
| Rặng trâm bầu                  | Bùi Đình Thứ      | Hãng phim Rạng Đông       | [ 3 ] [ 4 ] |
| Truyện cổ tích Việt Nam tập 15 | Nguyễn Minh Chung | Hãng phim Phương Nam      | [ 3 ] [ 4 ] |
| Điệp vụ thứ nhất               | Nguyễn Quang      | Điện ảnh Công An Nhân dân | [ 3 ] [ 4 ] |
| Không thể siết cò              | Hồ Ngọc Xum       | Hãng phim Người bảo vệ    | [ 3 ] [ 4 ] |
| Bông Hồng Đêm                  | Lưu Trọng Ninh    | Hãng phim Người bảo vệ    | [ 3 ] [ 4 ] |
| Em về quên dĩ vãng             | Hồ Nhân           | Hãng phim Sài Gòn         | [ 3 ] [ 4 ] |

### Phim tài liệu / khoa học
- Có 47 phim tham gia[3]

| Tựa đề                        | Đạo diễn                     | Sản xuất                                 | Chú thích |
| ----------------------------- | ---------------------------- | ---------------------------------------- | --------- |
| Hai người đàn ông tình nguyện | Phạm Quang Minh              | Hãng phim Giải Phóng                     |           |
| H'Non                         | Văn Lê                       | Hãng phim Giải Phóng                     |           |
| Sợi dây thừng bện chặt        | Văn Lê                       | Hãng phim Giải Phóng                     |           |
| Mặt trời trên đỉnh thác       | Phan Hà Thành                | Hãng phim Tài liệu & Khoa học Trung ương |           |
| Sự nhọc nhằn của cát          | Nguyễn Thước                 | Hãng phim Tài liệu & Khoa học Trung ương |           |
| Những công dân @              | Nguyễn Thước                 | Hãng phim Tài liệu & Khoa học Trung ương |           |
| Kèn đồng                      | Nguyễn (Văn) Hướng           | Hãng phim Tài liệu & Khoa học Trung ương |           |
| Thư về bản                    | Nguyễn (Văn) Hướng           | Hãng phim Tài liệu & Khoa học Trung ương |           |
| Ðà điểu ở Việt Nam            | Nguyễn Hướng / Bùi Lưu Khanh | Hãng phim Tài liệu & Khoa học Trung ương |           |
| Thang đá ngược ngàn           | Lê Hồng Chương               | Hãng phim Tài liệu & Khoa học Trung ương |           |
| Lên thác xuống gềnh           | Vương Khánh Luông            | Hãng phim Tài liệu & Khoa học Trung ương |           |
| Chữ trên sóng                 | Vương Khánh Luông            | Hãng phim Tài liệu & Khoa học Trung ương |           |
| Đồng chí Tổng Bí thư Trần Phú | Đào Trọng Khánh              | Hãng phim Tài liệu & Khoa học Trung ương |           |
| Nuôi tôm hùm lồng trên biển   | Nguyễn Như Vũ                | Hãng phim Tài liệu & Khoa học Trung ương |           |
| Bác Hồ với thanh niên         |                              | Hãng phim trẻ                            |           |
| Tay đào đất                   | Bùi Thạc Chuyên              |                                          |           |
| Gian nan hạnh phúc            | Nguyễn Như Vũ                |                                          |           |
| Mầu xanh thời gian            | Phạm Thăng                   |                                          |           |
| Giọt nước mắt U Minh          | Đào Trọng Khánh              |                                          |           |
| Ký sự đồng quê                | Phùng Ty                     |                                          |           |
| Học phí vào chợ Mỹ            | Nguyễn Vũ Đức                |                                          |           |
| Tổ quốc đón anh về            | Bùi Đắc Ngôn / Phan Sỹ Lan   | Điện ảnh Quân đội nhân dân               |           |
| Cột mốc vàng - Ðiện Biên Phủ  | Đặng Xuân Hải                | Điện ảnh Quân đội nhân dân               |           |
| Địa chấn Điện Biên Phủ        | Trần Phi                     | Điện ảnh Quân đội nhân dân               |           |
| Đảo xa nhớ Bác                | Công Thành Ðức               |                                          |           |
| Bộ trưởng của chúng tôi       | Thanh Loan                   |                                          |           |
| Bệnh viêm não Nhật Bản        | Phạm Bình                    |                                          |           |

### Hoạt hình
- Có 18 phim đều do Hãng phim Hoạt hình Việt Nam sản xuất, nhưng chỉ có 10 đạo diễn.[3]

| Tựa đề                 | Đạo diễn          |
| ---------------------- | ----------------- |
| Tiếng nhạc ve          | Lý Thu Hà         |
| Cây sừng của hươu sao  | Nguyễn Thị Măng   |
| Xe đạp và ô-tô         | Nguyễn Phương Hoa |
| Chuyện những đôi giày  | Nguyễn Phương Hoa |
| Bản nhạc của thỏ trắng | Nguyễn Phương Hoa |
| Cuộc sống              | Hà Bắc            |
| Gậy ông đập lưng ông   | Bảo Quang         |
| Mực ống - Mực nang     | Trọng Bình        |
| Ðộc tấu                | Trọng Bình        |
| Trời sập               | Nhân Lập          |
| Coi trời bằng vung     | Nhân Lập          |
| Con sâu                | nhóm Hiếu Duyên   |
| Ba chú khỉ con         | Phan Trung        |
| Chiếc nôi trên vách đá | Phan Trung        |
| Chú Ðốm gác rừng       | Trần Dương Phấn   |
| Chú Ðốm gác rừng       | Trần Dương Phấn   |
| Chú bé và thần đèn     | Lâm Chiến         |
| Quả trứng lưu lạc      | Lâm Chiến         |

## Tổ chức
Đắk Lắk đã đầu tư hơn 3 tỉ đồng để cải tạo, nâng cấp hai rạp chiếu bóng Kim Đồng, Hưng Đạo và hội trường Tỉnh ủy với gần 2.000 ghế để phục vụ khán giả xem phim trong suốt bốn ngày đêm diễn ra liên hoan. Nhà văn hóa - thông tin Đắk Lắk cũng được hiện đại hóa với 800 chỗ ngồi để tổ chức khai mạc, bế mạc và giao lưu giữa các diễn viên điện ảnh, nhà làm phim với công chúng. Tất cả những công trình này đã hoàn tất chiều 28-10. Máy chiếu phim hiện đại nhất Việt Nam lúc bấy giờ do Cục Điện ảnh đầu tư hơn 1 tỉ đồng cũng được lắp đặt tại hai rạp Kim Đồng, Hưng Đạo và hội trường Tỉnh ủy. Tỉnh đã chuẩn bị sáu con voi nhà để phục vụ đêm bế mạc liên hoan phim.
Trước thời điểm khai mạc, ba điểm chiếu phim ở rạp Hưng Ðạo, Kim Ðồng, Hội trường Tỉnh ủy, cùng ba đội chiếu phim lưu động đưa phim về phục vụ đồng bào các dân tộc ở các huyện trong tỉnh.
Sáng ngày 4 tháng 11, Ban tổ chức đã có buổi họp báo thông báo nội dung liên hoan phim. Lễ khai mạc bắt đầu bằng màn đánh cồng chiêng, đánh trống da trâu của các nghệ sĩ Tây Nguyên. Sau đó Bộ trưởng Văn hóa Thông tin Phạm Quang Nghị phát biểu khai mạc, ông Nguyễn Văn Lạng chủ tịch Ủy Ban Nhân Dân tỉnh Đăk Lăk đọc diễn văn chào mừng. Cùng với các tiết mục biểu diễn của các ca sĩ như Y Moan, diễn viên Minh Thư...
Liên hoan phim lần này có khoảng 600 khách mời.

### Giải thưởng
Về cơ cấu giải thưởng, ngoại trừ thể loại Phim tài liệu có 1 giải Bông sen Vàng, 2 giải Bông sen Bạc và 3 giải khuyến khích mỗi thể loại còn lại có 1 giải bông sen vàng, 2 giải bông sen bạc và 2 bằng khen.
Giải thưởng dành cho Phim tài liệu và Phim khoa học được sáp nhập làm một vì số lượng Phim khoa học được sản xuất ra không nhiều. Đặc biệt có thêm giải phim được khán giả yêu thích nhất của Cục Điện ảnh và Giải thưởng của Ban giám khảo. Giải phim được khán giả yêu thích nhất cuối cùng đã không được trao, ngay trước khi lễ trao giải diễn ra ban tổ chức mới được biết thông tin này những không đưa ra lời giải thích nào trong suốt buổi lễ.

### Giám khảo
Có 4 nhóm giám khảo cho các phân loại phim với tổng số 28 người, các thành viên đều không giữ các chức vụ ttrong ngành điện ảnh cũng như lĩnh vực văn hóa. Họ sẽ xem các bộ phim đề cử từ ngày 29 tháng 10 đến ngày 2 tháng 1 tại Hà Nội và thảo luận, bỏ phiếu tại Đắk Lắk.
Hạng mục Phim truyện nhựa có trưởng ban đạo diễn, NGND Lê Đăng Thực cùng các thành viên Phạm Ngọc Trương, NSND Bạch Diệp; NSND Thế Anh; nhà quay phim Lò Minh, họa sĩ Vi Kiến Thành và nhạc sĩ Quốc Trung. NSND Trương Qua; nhà báo Cát Vũ...
Trưởng Ban Giám khảo hạng mục Phim tài liệu - khoa học là đạo diễn Bùi Đình Hạc.
Hạng mục phim video: đạo diễn Trần Thế Dân làm trưởng ban, thành viên: Phó Đức Phương.

## Kết quả
- Có tất cả 56 giải thưởng được trao
- Ngoài các giải chính thức, còn có 10 bằng khen cho các hạng mục[11]
- Bộ trưởng Bộ Văn hóa - Thông tin Phạm Quang Nghị tham gia kiểm phiếu cùng Ban giám khảo.[10]

### Phim truyện nhựa / Điện ảnh
| Giải đặc biệt                                                                                             | Giải đặc biệt             | Giải đặc biệt                  | Giải đặc biệt             |
| --- | ------------------------- | ------------------------------ | ------------------------- |
| Nguyễn Ái Quốc ở Hồng Kông                                                                                |                           |                                |                           |
| Đạo diễn                                                                                                  | Nguyễn Khắc Lợi           | Nguyễn Khắc Lợi                | Nguyễn Khắc Lợi           |
| Sản xuất                                                                                                  | Hãng phim truyện Việt Nam | Hãng phim truyện Việt Nam      | Hãng phim truyện Việt Nam |
| Xem thêm: Giải Bông Sen cho phim truyện điện ảnh                                                          |                           |                                |                           |
| Giải | Phim                      | Đạo diễn                       | Sản xuất                  |
| Bông sen Vàng                                                                                             | Người đàn bà mộng du      | Nguyễn Thanh Vân               | VFS                       |
| Bông sen Bạc                                                                                              | Những cô gái chân dài     | Vũ Ngọc Đãng                   | Hãng phim Thiên Ngân      |
| Bông sen Bạc                                                                                              | Lưới trời                 | Phi Tiến Sơn                   | Hãng phim truyện I        |
| Bông sen Bạc                                                                                              | Hà Nội 12 ngày đêm        | Bùi Đình Hạc                   | VFS                       |
| Bằng khen của Ban giám khảo                                                                               | Của rơi                   | Vương Đức                      | VFS                       |
| Bằng khen của Ban giám khảo                                                                               | Vua bãi rác               | Đỗ Minh Tuấn                   | VFS                       |
| Xem thêm: Giải Bông Sen cho nam diễn viên chính xuất sắc và Giải Bông Sen cho nữ diễn viên chính xuất sắc |                           |                                |                           |
| Giải thưởng                                                                                               | Nhận giải                 | Phim                           | Chú thích                 |
| Giải kỹ thuật                                                                                             | Hàng xóm                  | Hàng xóm                       | [ 12 ]                    |
| Giải kỹ thuật                                                                                             | Trò đùa của Thiên Lôi     |                                | [ 12 ]                    |
| Nam diễn viên chính xuất sắc                                                                              | Đức Khuê                  | Của rơi và Hàng xóm            |                           |
| Nữ diễn viên chính xuất sắc                                                                               | Hồng Ánh                  | Người đàn bà mộng du           |                           |
| Nam diễn viên phụ xuất sắc                                                                                | Lê Vũ Long                | Người đàn bà mộng du           |                           |
| Nữ diễn viên phụ xuất sắc                                                                                 | Thúy Nga                  | Mê Thảo, thời vang bóng        | [ 13 ]                    |
| Xem thêm: Giải Bông Sen cho đạo diễn xuất sắc và Giải Bông Sen cho biên kịch xuất sắc                     |                           |                                |                           |
| Giải thưởng                                                                                               | Nhận giải                 | Phim                           | Chú thích                 |
| Đạo diễn                                                                                                  | Nguyễn Thanh Vân          | Người đàn bà mộng du           |                           |
| Quay phim                                                                                                 | Nguyễn Hữu Tuấn           | Người đàn bà mộng du           |                           |
| Biên kịch                                                                                                 | Nguyễn Mạnh Tuấn          | Lưới trời                      |                           |
| Họa sĩ | Phạm Hồng Phong           | Mê Thảo, thời vang bóng        |                           |
| Âm nhạc                                                                                                   | Đỗ Hồng Quân              | Của rơi và Hà Nội, 12 ngày đêm |                           |

### Phim video / điện ảnh truyền hình
| Giải thưởng                                                                                               | Phim                      | Đạo diễn                  | Sản xuất             |
| --- | ------------------------- | ------------------------- | -------------------- |
| Bông sen Vàng                                                                                             | Mùa sen                   | Võ Tấn Bình               | TFS                  |
| Bông sen Bạc                                                                                              | Chim phí bay về cội nguồn | Đặng Lưu Việt Bảo         | Hãng phim Giải Phóng |
| Bông sen Bạc                                                                                              | Không còn gì để nói       | Khải Hưng                 | VFC                  |
| Xem thêm: Giải Bông Sen cho nam diễn viên chính xuất sắc và Giải Bông Sen cho nữ diễn viên chính xuất sắc |                           |                           |                      |
| Giải thưởng                                                                                               | Nhận giải                 | Phim                      | Chú thích            |
| Giải kỹ thuật                                                                                             | Điệp vụ thứ nhất          | Điệp vụ thứ nhất          | [ 12 ]               |
| Nam diễn viên chính xuất sắc                                                                              | Mạnh Cường                | Không còn gì để nói       |                      |
| Nữ diễn viên chính xuất sắc                                                                               | Thanh Thúy                | Mùa sen                   |                      |
| Xem thêm: Giải Bông Sen cho đạo diễn xuất sắc và Giải Bông Sen cho biên kịch xuất sắc                     |                           |                           |                      |
| Giải thưởng                                                                                               | Nhận giải                 | Phim                      | Chú thích            |
| Đạo diễn                                                                                                  | Võ Tấn Bình               | Mùa sen                   |                      |
| Quay phim                                                                                                 | Nguyễn Hồng Chi           | Sống chậm                 |                      |
| Biên kịch                                                                                                 | Thảo Phương               | Chim phí bay về nguồn cội |                      |
| Âm nhạc                                                                                                   | Bảo Phúc                  | Rặng Trâm bầu             |                      |

### Phim tài liệu & khoa học
| Giải thưởng                                                                           | Phim                        | Đạo diễn                    | Sản xuất                      |
| ------------------------------------------------------------------------------------- | --------------------------- | --------------------------- | ----------------------------- |
| Bông sen Vàng                                                                         | Thang đá ngược ngàn         | Lê Hồng Chương              | Hãng phim tài liệu Trung ương |
| Bông sen Bạc                                                                          | Sự nhọc nhằn của cát        | Nguyễn Thước                | Hãng phim tài liệu Trung ương |
| Bông sen Bạc                                                                          | Nuôi tôm hùm lồng trên biển | Nguyễn Như Vũ               | Hãng phim tài liệu Trung ương |
| Bông sen Bạc                                                                          | Cột mốc vàng Điện Biên Phủ  | Đặng Xuân Hải               | Điện ảnh Quân Đội Nhân Dân    |
| Bông sen Bạc                                                                          | H'Non                       | Văn Lê                      | Hãng phim Giải Phóng          |
| Xem thêm: Giải Bông Sen cho đạo diễn xuất sắc và Giải Bông Sen cho biên kịch xuất sắc |                             |                             |                               |
| Giải thưởng                                                                           | Nhận giải                   | Phim                        | Chú thích                     |
| Giải kỹ thuật                                                                         | Kèn đồng                    | Kèn đồng                    | [ 12 ]                        |
| Đạo diễn                                                                              | Lê Hồng Chương              | Thang đá ngược ngàn         |                               |
| Âm thanh                                                                              | Lê Huy Hòa                  | Thang đá ngược ngàn         |                               |
| Biên kịch                                                                             | Phan Thanh Tú               | Sự nhọc nhằn của cát        |                               |
| Quay phim                                                                             | Triệu Thế Chiến             | Nuôi tôm hùm lồng trên biển |                               |

### Phim hoạt hình
| Giải thưởng                                                                           | Phim                                        | Đạo diễn                 | Sản xuất                     |
| ------------------------------------------------------------------------------------- | ------------------------------------------- | ------------------------ | ---------------------------- |
| Bông sen Vàng                                                                         | Chuyện về những đôi giày                    | Nguyễn Phương Hoa        | Hãng phim hoạt hình Việt Nam |
| Bông sen Bạc                                                                          | Tiếng nhạc ve                               | Lý Thu Hà                | Hãng phim hoạt hình Việt Nam |
| Bông sen Bạc                                                                          | Cuộc sống                                   | Hà Bắc                   | Hãng phim hoạt hình Việt Nam |
| Giải kỹ thuật                                                                         | Mực ống, mực nang                           | Trọng Bình               | Hãng phim hoạt hình Việt Nam |
| Xem thêm: Giải Bông Sen cho đạo diễn xuất sắc và Giải Bông Sen cho biên kịch xuất sắc |                                             |                          |                              |
| Giải thưởng                                                                           | Nhận giải                                   | Phim                     | Chú thích                    |
| Đạo diễn                                                                              | Phương Hoa                                  | Chuyện về những đôi giày |                              |
| Quay phim                                                                             | Nguyễn Văn Nẫm                              | Cuộc sống                |                              |
| Biên kịch                                                                             | Hồ Quảng                                    | Cuộc sống                |                              |
| Âm nhạc                                                                               | nhóm nhạc Hoàng Lương                       | Con sâu                  |                              |
| Họa sĩ diễn xuất                                                                      | Phạm Ngọc Tuấn, nhóm Hoàng Lộc, Khánh Duyên |                          | [ 14 ]                       |

## Đánh giá

### Bê bối
Nhiều khán giả trên internet cho rằng Ban tổ chức đã coi thường khán giả khi "Giải thưởng phim được khán giả yêu thích" không xuất hiện trong lễ trao giải như tổ chức thông báo. Việc bộ phim Thời xa vắng đạt kỷ lục lượt xem tại giải khi khán giả yêu cầu chiếu lại bộ phim này 4 lần, nhưng không được đề cử; hay phim Lưới trời dù được khán giả rất đón nhận nhưng  chỉ được giải Bạc. Về phía Ban tổ chức đã giải thích do phiếu bầu không tập trung nên không chọn được phim xứng đáng để trao giải; và ngỏ lời xin lỗi khán giả yêu điện ảnh. Vì một lý do nào đó mà danh sách Ban giám khảo của các hạng mục bị lọt ra ngoài và được một trang báo trong ngành đăng tải không chính xác khiến Ban tổ chức quyết định giữ kín danh tính các giám khảo.
Bộ phim Người đàn bà mộng du bị khán giả đánh giá là không nổi bật, cách diễn xuất cũ của Ngọc Ánh như trong các phim trước của cô, lối làm phim không thay đổi của Nguyễn Thanh Vân. Nhưng bộ phim vẫn giành giải cao nhất, có nhận xét rằng vì bộ phim đã giành giải lớn tại Liên hoan phim châu Á-Thái Bình Dương và Ban giám khảo LHPVN đã bị ảnh hưởng từ giải thưởng này.

### Tích cực
Việc bộ phim tư nhân Những cô gái chân dài giành giải Bạc cho thấy sự cởi mở của Ban giám khảo. Có 25.000 lượt khán giả xem phim chỉ trong ba ngày chiếu.